# Муни, Джеймс
Джеймс Му́ни (англ. James Mooney; 10 февраля 1861 — 22 декабря 1921) — американский антрополог, исследователь культуры и обычаев индейцев Северной Америки.

## Биография
Родился в городе Ричмонд штата Индиана в 1861. Работал репортёром в одной из газет своего города до переезда в Вашингтон в 1885 году, куда переехал вместе с женой и шестью детьми. В Вашингтоне он устроился на работу в Бюро американской этнологии. Муни очень любил свою работу и был целиком и полностью поглощён изучением культуры индейцев, он исследовал обряды племён чероки, кайова, сиу. Одна из наиболее значимых его работ посвящена Пляске Духа, общераспространённому ритуалу среди различных племён. Большую часть времени Муни посвятил изучению чероки, он провёл годы вместе с племенем в Северной Каролине и был воспринят индейцами как свой — вероятно, именно поэтому большинство читателей считают его работы наиболее точными и достоверными.
Джеймс Муни умер у себя дома от сердечного приступа в 1921 году, оставив после себя большое количество собранных им научных данных. Его работы до сих пор служат источниками для этнологов и историков.